# Finnische Fußballmeisterschaft 1929
Die finnische Fußballmeisterschaft 1929 war die 21. Saison der höchsten finnischen Spielklasse im Herrenfußball, und die letzte, welche im Pokalmodus ausgetragen wurde.
Helsingin Palloseura gewann die Meisterschaft.

## Ergebnisse

### Halbfinale
|                 | Ergebnis |                      |
| --------------- | -------- | -------------------- |
| Turku PS        | 2:4      | Helsingin Palloseura |
| Helsingfors IFK | 6:2      | Viipurin Sudet       |

### Finale
|                      | Ergebnis |                 |
| -------------------- | -------- | --------------- |
| Helsingin Palloseura | 4:0      | Helsingfors IFK |